# Pipe
Pipe je stará anglická a francouzská objemová míra, která se používala pro měření obsahu vína a destilátů.
Anglická pipe měla 409 až 572 litrů, francouzská pipe měla 616,4 litru.